# Eremobates chihuaensis
Eremobates chihuaensis är en spindeldjursart som beskrevs av Brookhart och Cushing 2002. Eremobates chihuaensis ingår i släktet Eremobates och familjen Eremobatidae. Inga underarter finns listade i Catalogue of Life.